# Agente enmascarante
Un agente enmascarante  o agente secuestrante, es un reactivo químico usado en una prueba o análisis, que tiene la propiedad de reaccionar de manera selectiva con las especies químicas interferentes para formar un complejo u otro tipo de compuesto que no interfiera con la medición.
Así, por ejemplo, el  Al3+ presente en una mezcla  junto con Mg2+ no podría ser valorado con disolución patrón de EDTA, ya que ambos reaccionan con dicha complexona. Sin embargo, se puede determinar mediante una valoración en dos etapas; primero se enmascara el Al3+ añadiendo F‑, con el que forma un complejo mucho más estable ((AlF63-), dejando sólo que reaccione el Mg2+ con EDTA. Una vez valorado el  Mg2+, se repite la valoración, pero ahora, sin la adición del fluoruro enmascarante. Por diferencia entre las dos valoraciones se puede deducir el contenido de Al3+ en la muestra. El fluoruro, además del enmascarar al Al3+, también puede formar complejos muy estables con Fe3+, Ti4+ y Be2+, por lo que puede ser utilizado para enmascarar a estos iones en aquellas reacciones en que interfieran.
Otro agente enmascarante habitualmente utilizado en el análisis químico es el ion cianuro, que forma complejos muy estables con numerosos iones metálicos, por lo que se utiliza de manera habitual con el fin de permitir la determinación gravimétrica de los iones magnesio y calcio en presencia de otros iones como el cadmio, cobalto, cobre, níquel, zinc y paladio. También se utiliza en valoraciones complexométricas con EDTA.